# Pniëlkerk (Kerkwerve)
De Pniëlkerk is een modernistisch kerkgebouw van de Christelijk Gereformeerde Kerken in de Zeeuwse plaats Kerkwerve, op het eiland Schouwen-Duiveland, gelegen aan Beatrixstraat 5. Het gebouw werd eind 1966 in gebruik genomen.

## Geschiedenis
Vanaf het begin van 1949 ontwikkelde de Christelijk Gereformeerde Kerk uit Zierikzee plannen om een nieuwe preekplaats te stichten voor de leden uit Brouwershaven, Kerkwerve en Noordgouwe. Er werd besloten om gebruik te maken van de kantine van de DUW-barakken aan de Zandweg in Kerkwerve. Deze barakken waren bestemd voor Hollandse arbeiders die na de Tweede Wereldoorlog werkzaam waren met de verbetering van de waterafvoer op Schouwen-Duiveland. Op 31 juli 1949 werd in deze kantine de eerste dienst gehouden.
Tijdens de watersnoodramp van 1953 werd de kantine volledig verwoest en daarmee de plek van samenkomst voor de gemeente. In het kader van de noodhulp kreeg de gemeente Zierikzee een houten noodkerk met 220 zitplaatsen tot haar beschikking, welke aan de Heereweg in Noordgouwe werd geplaatst en in gebruik werd genomen op 18 december 1953. Enkele jaren later besloot de gemeente om de kerk naar Kerkwerve te verplaatsen, alwaar het gebouw op 10 juni 1956 opnieuw in gebruik werd genomen. In 1958 werd de gemeente zelfstandig.

## Huidige kerk
Door ruimtegebrek en andere problemen besprak de kerkenraad in augustus 1964 met de landelijke deputaten van kerkbouw binnen het kerkgenootschap de mogelijkheid tot nieuwbouw. Na goedkeuring door de staat in 1965, kon de bouw worden aanbesteed van een nieuw gebouw, ontworpen door ingenieur architect L.R.T. Oskam uit Dordrecht. De bouw werd aanbesteed aan de NV 'Schouwen-Duiveland' voor 290.000 gulden, terwijl totale kosten inclusief inrichting op 400.000 gulden werden geraamd. Begin 1966 werd begonnen met de sloop van de oude barak, om op dezelfde plaats het nieuwe gebouw te kunnen plaatsen. Diensten werden tijdelijk gehouden in de plaatselijke Hervormde kerk. Op 18 juni werd de eerste steen gelegd en op 21 december kon het nieuwe gebouw in gebruik worden genomen.

## Gebouw
De bakstenen zaalkerk is ontworpen in modernistische stijl. De kerkzaal is 18 bij 21 meter groot en telde oorspronkelijk 325 zitplaatsen. Aansluitend aan de zaal zijn een ontmoetingshal, een verenigingslokaal, een consistorie, een keuken en toiletten gebouwd. In de voorgevel en het interieur is siermetselwerk verwerkt.
De vrijstaande en opengewerkte toren, waarin een luidklok hangt, is 15 meter hoog.
In juli 1967 werd een unit-orgel, gebouwd door Arie Verduyn uit Slikkerveer, in gebruik genomen. Deze verving een oude harmonium. In 1993 werd besloten een nieuw orgel aan te schaffen. Dit betrof een tweedehands orgel, oorspronkelijk gebouwd in 1974 voor de Hervormde Buitengewone Wijkgemeente te Bleiswijk door orgelbouwer Kramer uit Boskoop. Orgelbouwer A. Nijsse & Zn. kreeg opdracht om met het pijpwerk van beide orgels en nieuw pijpwerk een nieuw orgel samen te stellen. Op 10 maart 1995 werd dit orgel in gebruik genomen.